# Bârzeiu
Bârzeiu – wieś w Rumunii, w okręgu Gorj, w gminie Berlești. W 2011 roku liczyła 35 mieszkańców.